# Station Mierzęcin Strzelecki
Station Mierzęcin Strzelecki is een spoorwegstation in de Poolse plaats Mierzęcin.